# 保乔伊区
保乔伊区，是匈牙利佐洛州的一个区，总面积278.82平方公里，总人口10792人（2007年1月1日），人口密度38.7人/平方公里。中心城市位于Pacsa。

## 辖区
保乔伊区包含20个市镇。